# حاجی فیروز (نقده)
حاجی فیروز یک روستا در ایران است که در دهستان حسنلو شهرستان نقده واقع شده‌است. حاجی فیروز ۱۱۹ نفر جمعیت دارد.